# Joël Bacanamwo
Joël Bacanamwo (Bruxelles, 23 maggio 1998) è un calciatore belga naturalizzato burundese, centrocampista del Landen.

## Carriera

### Nazionale
Nel 2019 ha giocato tre partite con la nazionale burundese.

## Statistiche

### Cronologia presenze e reti in nazionale
| Cronologia completa delle presenze e delle reti in nazionale ― Burundi | Cronologia completa delle presenze e delle reti in nazionale ― Burundi | Cronologia completa delle presenze e delle reti in nazionale ― Burundi | Cronologia completa delle presenze e delle reti in nazionale ― Burundi | Cronologia completa delle presenze e delle reti in nazionale ― Burundi | Cronologia completa delle presenze e delle reti in nazionale ― Burundi | Cronologia completa delle presenze e delle reti in nazionale ― Burundi | Cronologia completa delle presenze e delle reti in nazionale ― Burundi |
| Data                                                                   | Città                                                                  | In casa                                                                | Risultato                                                              | Ospiti                                                                 | Competizione                                                           | Reti                                                                   | Note                                                                   |
| ---------------------------------------------------------------------- | ---------------------------------------------------------------------- | ---------------------------------------------------------------------- | ---------------------------------------------------------------------- | ---------------------------------------------------------------------- | ---------------------------------------------------------------------- | ---------------------------------------------------------------------- | ---------------------------------------------------------------------- |
| 4-9-2019                                                               | Bujumbura                                                              | Burundi                                                                | 1 – 1                                                                  | Tanzania                                                               | Qual. Mondiali 2022                                                    | -                                                                      |                                                                        |
| 8-9-2019                                                               | Dar es Salaam                                                          | Tanzania                                                               | 1 – 1 dts (3 - 0 dtr)                                                  | Burundi                                                                | Qual. Mondiali 2022                                                    | -                                                                      | 67’                                                                    |
| 13-11-2019                                                             | Bangui                                                                 | Rep. Centrafricana                                                     | 2 – 0                                                                  | Burundi                                                                | Qual. Coppa d'Africa 2021                                              | -                                                                      |                                                                        |
| Totale                                                                 |                                                                        | Presenze                                                               | 3                                                                      |                                                                        | Reti                                                                   | 0                                                                      |                                                                        |